# Okorsk Wielki
Okorsk Wielki (ukr. Великий Окорськ) – wieś na Ukrainie w obwodzie wołyńskim w rejonie włodzimierskim. Wieś liczy 283 mieszkańców.
Do 2020 w rejonie łokackim. 